# James (hudební skupina)
James je anglická rocková hudební skupina. Vznikla v roce 1982 v Manchesteru a její původní sestavu tvořili zpěvák Tim Booth, kytarista Paul Gilbertson, baskytarista Jim Glennie a bubeník Gavan Whelan. Později se ve skupině vystřídalo několik dalších hudebníků. První album, které skupina vydala v roce 1986 pod názvem Stutter, produkoval americký hudebník Lenny Kaye. Několik pozdějších alb skupiny produkoval Brian Eno. V roce 1991 skupina přispěla coververzí písně „So Long, Marianne“ od Leonarda Cohena na album I'm Your Fan. Svou verzi písně „Sunday Morning“ od kapely The Velvet Underground přispěla na album Heaven & Hell: A Tribute to The Velvet Underground (později vyšla též na desce Fifteen Minutes: A Tribute to The Velvet Underground).